# Terapia ocupacional no Brasil

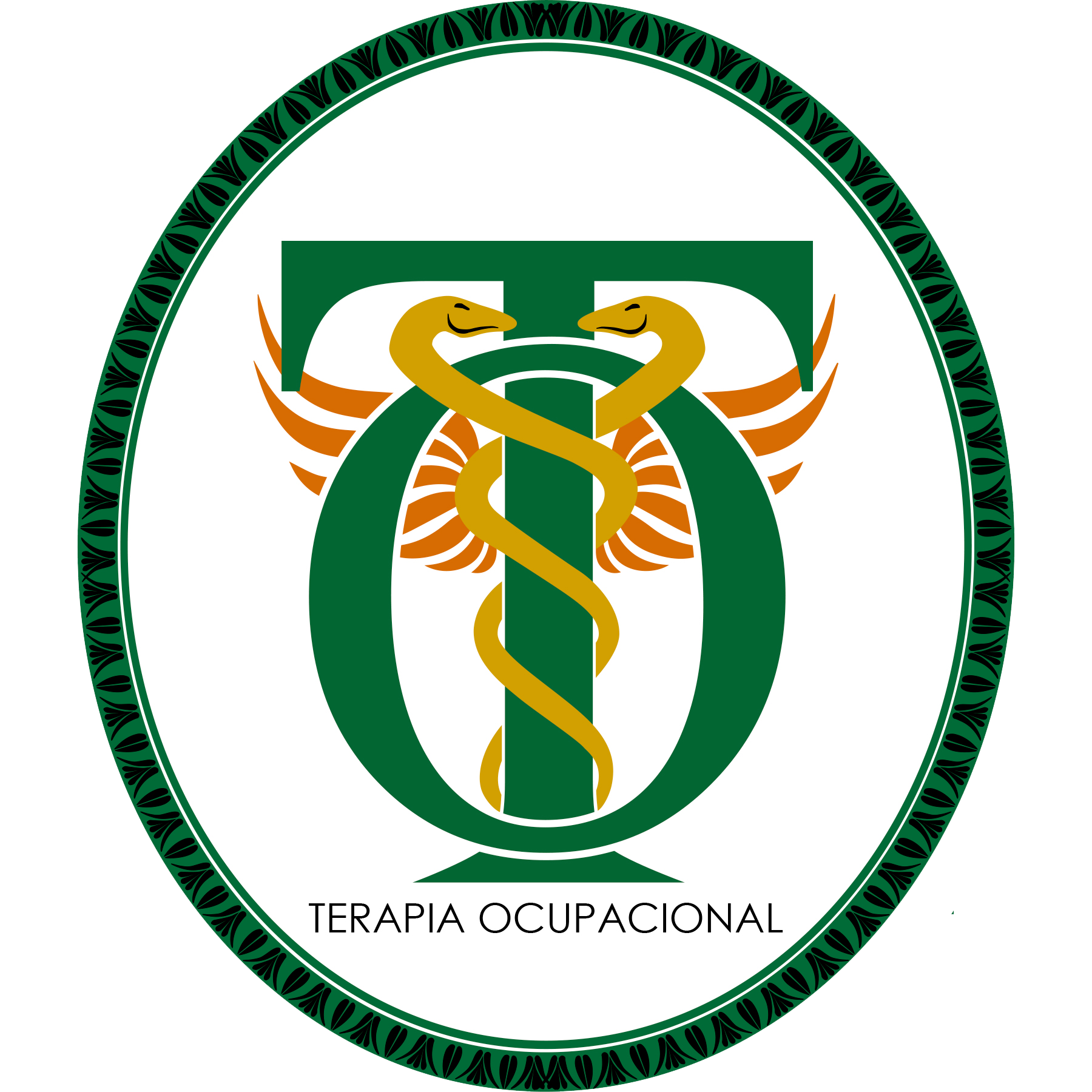
Novo Brasão da Terapia Ocupacional e dos Terapeutas Ocupacionais (TO) 2017

No Brasil, a terapia ocupacional (TO) é uma atividade que compete a especificidade nuclear ao Terapeuta Ocupacional. Profissional da saúde, com formação acadêmica superior, capacitado para atuar em todos os níveis de atenção à saúde de todas as faixas etárias.
Com formação generalista, humanística, ética, crítica e reflexiva, tem capacidade para atuar em conformidade com os princípios e diretrizes do Sistema Único de Saúde (SUS) e do Sistema Único da Assistência Social (SUAS), compreendendo as políticas sociais como direito de cidadania, de forma a garantir a integralidade da assistência em todos os seus níveis de complexidade.
Um dos pilares da profissão é a utilização das diferentes propriedades presentes nas atividades humanas como recurso terapêutico para desenvolver, restaurar ou ampliar as capacidades funcionais das pessoas. O objetivo de sua ação é encontrar meios para que as pessoas alcancem sua autonomia, independência e utilizem ao máximo suas potencialidades.

## Brasão da Terapia Ocupacional
O bastão de Esculápio, que representa o poder da cura, ganha uma releitura com o formato da letra T de terapia, simbolizando o processo de intervenção na ressinificação do cotidiano em busca da independência, autonomia, funcionalidade, participação e empoderamento social, sendo este representado pelas asas da Fênix, que remetem à transformação e renascimento para a vida ocupacional do sujeito. As serpentes traduzem a astúcia, criatividade e capacidade de resiliência dos terapeutas ocupacionais por meio da prescrição, adaptação, treino e aplicação de atividades significativas que compõem as ocupações, representadas aqui pela letra O, que remete ao sujeito ocupacional.

## História

### Da Antiguidade à Idade Moderna
Desde a antiguidade oriental e antiguidade clássica há referências ao longo da história do Homem que apontam para a importância da ocupação como processo terapêutico. Por exemplo, já em 2600 a.EC. (antes da Era Comum) os chineses consideravam que a doença resultava da inatividade física e utilizavam o treino físico como terapia. Por outro lado, os egípcios deixaram, cerca de 2000 a.EC., vestígios que revelam a utilização de templos onde pessoas “melancólicas” eram tratadas recorrendo a jogos e onde se defendia a aplicação do tempo em ocupações agradáveis. Na Grécia clássica, por volta de 600 a.EC., dizia-se que Asclepius, o deus da cura, utilizava cantigas, músicas e dramatizações para acalmar os delírios. Também o escritor e orador romano Séneca (30 EC.) defendia a utilização de cantigas e música para tratar qualquer tipo de agitação mental.
Por sua vez, Hipócrates (220 EC.) enfatizava a ligação entre o físico e a mente e recomendava a luta greco-romana, a equitação, o trabalho e os exercícios vigorosos.
Na Grécia e em Roma existiam templos (dedicados a Esculápio) cujos sacerdotes se dedicavam à cura de doentes mentais mediante o entretenimento e a diversão. Galeno, médico grego, e Séneca, filósofo e preceptor romano, aconselharam os poderes públicos para que mantivessem ocupados os doentes com agitação mental.
Na Idade Média uma doença era considerada uma provação ou um castigo de Deus, pelo que os doentes deviam aceitá-la como tal, com resignação, e as doenças mentais mais profundas eram tidas como estados de possessão demoníaca, sendo os doentes do foro mental mantidos presos em masmorras, acorrentados ou até queimados nas fogueiras. [carece de fontes?]
Nos finais da Idade Média e século XVI e XVII, valeram-lhes as ordens religiosas e a piedade cristã. São destes tempos as acções de Frei Juan Gilabert Jofré, que fundou em Valência, Espanha, por volta de 1409, o Hospital de los Santos Inocentes para doentes mentais e crianças abandonadas, mantendo os doentes ocupados nomeadamente com trabalhos agrícolas, e de São João de Deus que fundou em Granada, Espanha, a Ordem dos Irmãos do Hospital, que também assistia os doentes mentais usando idênticos métodos.

### Do séc. XVIII ao séc. XX

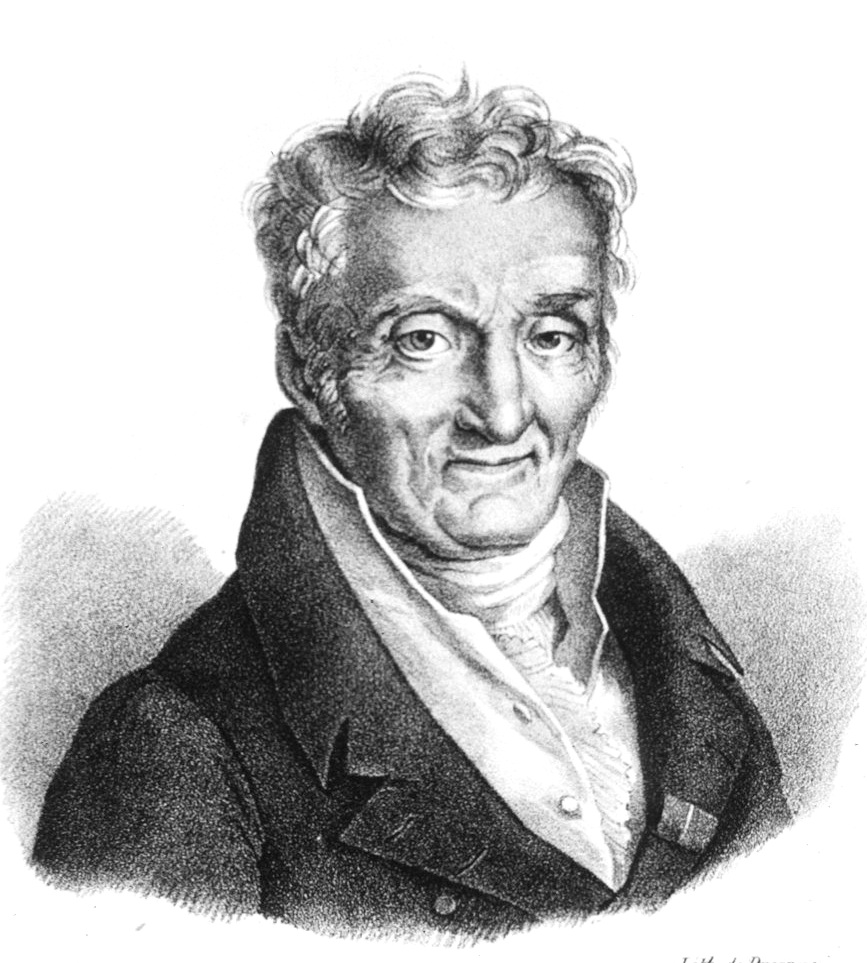
Philippe Pinel.

A Terapia Ocupacional como ciência interdisciplinar e método de tratamento sistematizado nasceu na 2ª metade do século XVIII. Philippe Pinel (1745-1826), médico psiquiatra francês, teve conhecimento das experiências asilares em Espanha levadas a efeito pelas ordens religiosas e ficou impressionado com os resultados obtidos com os doentes mentais. Dedicou-se ao estudo destas doenças e pacientes e à formulação de uma teoria e método de tratamento que são o fundamento da actual Terapia Ocupacional.
A Revolução Francesa proporcionou a Pinel a Direcção do Hospício psiquiátrico de Bicêtre, onde se deparou com a situação infra-humana dos doentes do foro mental rodeados de grades, presos em celas, acorrentados, com camisas-de-forças, sujos e rotos. Pinel levou a Revolução para o Hospício. Libertou os doentes e ocupou-os com variadas tarefas dentro do Hospital, nomeadamente com trabalhos de jardinagem, de cozinha e na recuperação dos espaços.
Os estudos psiquiátricos e resultados no terreno obtidos por Philippe Pinel são reconhecidos fora de França. Na Inglaterra, em 1815, Samuel Tuke (1784–1857) propôs a introdução do trabalho com método terapêutico nos hospitais ingleses.
Amariah Brigham (1798–1849) e Eli Todd (1769–1833) entendiam que não era o trabalho, como factor produtivo, que devia estar em causa, mas sim a possibilidade de manter o doente longe de suas ideias doentias, chamar sua atenção para o mundo em redor, estimular os seus interesses, levá-lo a retomar métodos de pensar e de ocupar-se, naturais e sadios.
Jean-Étienne Esquirol (1772–1840), no livro "Des maladies mentales", escreveu: "O trabalho é um estimulante geral, com ele distraímos a atenção do doente da sua doença, fixamos a sua atenção em coisas razoáveis, tornamos a dar-lhe hábitos de ordem, estimulamos sua inteligência e, com isso, recuperamos muitos desses desafortunados."
No Séc. XX, na década de 1920, Hermann Simon (1867–1947) valorizou a utilização do trabalho no tratamento da doença, acabando com a ideia do doente mental improdutivo e, ao mesmo tempo, organizou o espaço asilar como local de valorização do trabalho. A praxiterapia trouxe novamente para a prática psiquiátrica a ideia de que o trabalho faz com que o paciente se torne um indivíduo responsável, activo e útil. No começo deste século, Hermann Simon procurava dar alguma forma de ocupação para cada paciente do hospital psiquiátrico que estivesse capacitado para tal. A teoria de Simon praticada apenas no campo dos trabalhos manuais não incluía distinção entre os vários tipos de doentes.
Foi Kurt Schneider (1887–1967) quem, em finais dos anos 1930, sistematizou os tipos de tratamentos adequados conforme os tipos de pacientes e graus da patologia, nomeadamente no campo da esquizofrenia.

### As influências das I e II Guerras Mundiais
Como consequência da I e II Guerras Mundiais, surgindo a necessidade de tratar os feridos, a Terapia Ocupacional ganhou uma significativa importância. Foi neste contexto que se usaram pela primeira vez dispositivos, técnicas e métodos como análise de movimentos associados à incapacidade física. Sem dúvida, a expansão da Terapia Ocupacional foi grande, uma vez que o número de pacientes não parava de aumentar e consequentemente a necessidade de mais técnicos especializados nessa área de reabilitação, para puder intervir diretamente com amputados, traumatismos cranianos, indivíduos com alterações do foro psiquiátrico, como as neuroses de guerra.
Muitos outros exemplos ficaram registados ao longo do tempo sobre a importância da ocupação, a maioria das vezes ligados ao tratamento da doença mental. No entanto, o médico francês Philippe Pinel, só em 1786, daria início a uma reforma com implicações profundas no tratamento dos doentes mentais colocados em asilos. Essa reforma valorizou a importância da ocupação e ficou associada ao conceito de tratamento moral. Preconizando que “o trabalho executado com rigor é o melhor método para a boa moral e disciplina”, Pinel prescreveria exercícios físicos e ocupações manuais como forma de terapia.
Esta nova postura começou a ser difundida e a ter uma maior aceitação no decorrer do século XIX, levando ao crescente envolvimento dos doentes mentais nos trabalhos dos asilos onde estavam inseridos. Paradoxalmente, nos hospitais particulares surgiriam resistências a esta reforma, porque se defendia que quem pagava para ser tratado não deveria ser posto a trabalhar. Muito mais tarde, em 1950, Dunton, por exemplo, haveria de questionar a credibilidade deste pressuposto (que o trabalho ou a ocupação beneficiavam os doentes), alegando que poderia haver interesses econômicos por detrás desse trabalho. E assim, muitas vezes com base em observações empíricas ou apenas intuições, foi-se caminhando para o desabrochar daquilo que seria a futura profissão: Terapia Ocupacional.
Em 1915 foi criada a primeira escola para lecionar Terapia Ocupacional em Chicago, nos Estados Unidos da América. É como consequência do pós-guerra que se verifica o desenvolvimento da Terapia Ocupacional em Inglaterra, na área das disfunções físicas, com a criação de departamentos de Terapia Ocupacional nos hospitais militares, pois era necessário reabilitar os jovens militares incapacitados durante a guerra. Os primeiros departamentos de Terapia Ocupacional na área das incapacidades físicas valorizavam o exercício articular e muscular e possuíam várias ferramentas e maquinaria diversa adaptada (por exemplo, máquinas de serrar com pedais). Predominavam atividades como a carpintaria e a pintura.
Em 1930 a Dra. Elisabeth Casson, após ter tido contato com as escolas americanas de New York e Boston, implementou na Dorset House Psychiatric Nursing Home, em Bristol, a primeira escola de treino em Terapia Ocupacional na Europa. Seria também em Inglaterra, em 1936, que se formaria a associação de terapeutas ocupacionais (AOT). No entanto, só nos países mais afetados pela Segunda Guerra Mundial (1939–1945) se viria a implantar fortemente a Terapia Ocupacional, com a criação de novos e mais departamentos onde se sentia uma forte influência militar. Isto porque o trabalho deveria ter um papel relevante na reabilitação e integração dos soldados feridos, nomeadamente através da reaprendizagem das atividades da vida diária e artesanais.
Existia por isso a convicção de que a ocupação ajudava a retornar ao mundo da atividade normal e contribuía para que o paciente melhorasse simultaneamente das suas incapacidades. Surgia assim a ligação da ocupação ao modelo médico, embora com a preocupação de adequar cada atividade às necessidades individuais de cada pessoa em tratamento, valorizando a motivação e a autodeterminação. Nos anos oitenta, vários autores questionaram esta ligação ao modelo médico, embora reconhecendo ter sido importante para a credibilidade da Terapia Ocupacional. Sentindo o risco da perda de identidade profissional (muitas vezes havia similitude entre a Terapia Ocupacional e a Fisioterapia), retomaram o conceito primordial que liga a ocupação à saúde. Defendem que a ocupação é fundamental para a saúde, bem-estar e confere sentido à vida.
No novo paradigma, os terapeutas ocupacionais propõem-se intervir em qualquer situação onde ocorra alteração do desempenho ocupacional. Na sua intervenção, centrada no cliente, os terapeutas ocupacionais utilizam as atividades significativas como meio ou como objetivo final, para restaurar o desempenho ocupacional alterado. Em 1952 foi criada a Federação Mundial de Terapeutas Ocupacionais. Desta organização fazem parte associações de terapeutas ocupacionais de todo o mundo. 

## A terapia ocupacional no Brasil
As ideias sobre assistência psiquiátrica imperantes após a Revolução Francesa tiveram uma influência, tendo sido um dos factores determinantes para isso a vinda da família real portuguesa para o Brasil.
Em 1852 no Rio de Janeiro se deu início o uso das ocupações como forma de tratamento com a fundação do Hospital D. Pedro II. Já em 1854, no Hospício Pedro II havia oficinas de sapataria, alfaiataria, marcenaria, florista e fiação de estopa. Em 1903, Juliano Moreira (1873–1932) foi nomeado diretor do Serviço de Assistência Psiquiátrica pelo estímulo do trabalho como meio de beneficiar os doentes.
Em 1911, Juliano Moreira criou uma colônia para mulheres em Engenho de Dentro (Rio de Janeiro) onde a terapêutica pelo trabalho passou a ser executada com maior extensão. No entanto, foi com a criação da Colônia Juliano Moreira, em Jacarepaguá, que o tratamento pelo trabalho tomou grande impulso, principalmente os trabalhos do campo (plantio de frutas, cultivo de hortas, criação de gado etc.).
Em São Paulo, sob a designação de praxiterapia, iniciou-se o funcionamento do hospital Juqueri (atual hospital Franco da Rocha) onde o tratamento foi introduzido por Francisco Franco da Rocha (1864—1933)  Franco da Rocha e Pacheco e Silva introduziram lá o tratamento pelo trabalho intitulado na época por "praxiterapia" (utilização terapêutica do trabalho, distribuindo-se tarefas de complexidade crescente; terapia ocupacional). Em 1931, Ulisses Pernambuco introduziu a ocupação terapêutica na capital pernambucana.
"Em meados da década de 1940, quando Nise da Silveira iniciou seu trabalho no Centro Psiquiátrico Nacional - hoje Hospício Pedro II, do Rio de Janeiro -, a polarização que existia nas primeiras décadas do século, e que dividia a psiquiatria entre as práticas ergoterápicas e o desenvolvimento de bases científicas e orgânicas, se havia desfeito. A ergoterapia fora condenada ao limbo e as práticas correntes baseavam-se em eletrochoques, lobotomias e, posteriormente, em terapia química e medicamentosa. Nise opôs-se frontalmente a tais procedimentos, colocou-se desde o início num embate contra a psiquiatria de seu tempo. Para ela, a vida psíquica deveria ser pensada como processo constante de interacção com aquilo que cerca cada ser humano. A psicopatologia, numa dimensão fenomenológica, consistiria em planos de experiência, em modos de existência e de estar no mundo. Seu interesse era penetrar no mundo interno dos esquizofrénicos, aproximar-se deles, conhecer-lhes a dor e, ao mesmo tempo, melhorar suas condições de vida. Para isso, passou a gerenciar um setor sem recursos no Centro Psiquiátrico Nacional, o Setor de Terapêutica Ocupacional, considerado, na época, um método destinado a apenas 'distrair' ou contribuir com a economia hospitalar."

### Grandes marcos
- Os programas para incapacitados físicos surgiu no Brasil somente em 1940, decorrente do Movimento Internacional de Reabilitação. Órgãos como a Organização das Nações Unidas (ONU), Organização Internacional do Trabalho (OIT) e a Organização das Nações Unidas para a educação, a ciência e a cultura (UNESCO), difundiram leis protecionistas aos deficientes físicos e propondo a implantação de programas específicos para a essa população.
- Enquanto o movimento internacional de reabilitação se originou nos países que participaram da I e II guerra mundial no Brasil havia a preocupação com as doenças crônicas ex: Tuberculose, deficiência congênita, acidentes de trabalho, acidentes no transito e doentes ocupacionais. E foi nesse contexto que surgiu a Terapia Ocupacional no Brasil.
- Em 1951 a ONU enviou para a América latina emissários responsáveis para achar um local para ser implementado um Centro de Reabilitação, ficando escolhido o hospital de Clinicas da Faculdade de Medicina da Universidade de São Paulo. Onde o local já usava a laborterapia dês da década de 40.[7]
- De 1956 a 1965 instituto de Reabilitação recebeu auxilio técnico internacional para preparar um técnico local para assumir o serviço, nessa comissão técnica internacional estava também Elizabeth Eagles, o após o termino do treinamento foi escolhida Maria Auxiliadora Cursino Ferrari.
- Em 1959, iniciou-se a formação "técnico de alto padrão" em fisioterapia e terapia ocupacional com a duração de 2 anos. Em 1963 deu-se a aprovação do currículo mínimo de 3 anos.

- No Brasil, a profissão foi regulamentada em 13 de Outubro de 1969 pelo decreto-lei n. 938, publicado no diário oficial n. 197, de 14 de outubro de 1969.

## Modelos de Terapia Ocupacional
Cientistas e profissionais vêm sistematizando modelos de Terapia Ocupacional atendendo ao tipo de doente, grau da doença ou incapacidade, maior ou menor disfunção e integração social do doente no seu meio (familiar, laboral, de relações). Entre outros modelos, anotamos os seguintes:
- Modelo de Desempenho Ocupacional: - pretende habilitar o doente para o desempenho de tarefas de forma satisfatória, que sejam apropriados ao estado de desenvolvimento, cultura e ambiente do indivíduo. Como tarefas consideram-se todas aquelas que o indivíduo leva a cabo na sua vida do dia-a-dia (ser estudante, ser pai, ser mãe, por ex.)
- Modelo de Reabilitação: - pretende reabilitar o doente de forma a permitir a sua independência nas atividades da vida diária, atividades produtivas e actividades de lazer.
- Modelo Biomecânico: - modelo que se baseia em atividades adaptadas às capacidades do doente, que podem ser utilizadas para tratar a diminuição da amplitude e dificuldades do movimento.

- O modelo de Reabilitação e Atenção Psicossocial:

- O modelo psicodinâmico: Este modelo toma como referência teórica diferentes conceitos psicanalíticos, inicialmente a teoria freudiana do desenvolvimento psíquico, a teoria das pulsões, a teria da estrutura mental e a teoria das relações objetais
- Modelo Comportamental: - o modelo baseia-se nas teorias e trabalhos experimentais de Pavlov (1849 – 1936), de Edward Thorndike (1874–1949) e de B. F. Skinner(1904 – 1990). A ideia central das teorias comportamentais consiste na afirmação de que a aprendizagem é a base de todos os comportamentos, que influência o indivíduo conduzindo-o para um comportamento adaptativo ou para um comportamento inadaptado. Quando a aprendizagem se aplica à Terapia Ocupacional, o utente é visto como tendo desenvolvido um reportório de comportamentos adaptativos e inadaptados, que determinam a sua habilidade para funcionar em actividades da vida diária, tais como trabalho, actividades recreativas e lazer.
- Modelo de Incapacidade Cognitiva: - modelo desenvolvido em Terapia Ocupacional por Claudia Kay Allen através de duas décadas de observação intensa e investigação empírica no campo da psiquiatria. Segundo Allen a incapacidade cognitiva representa uma restrição fisiológica ou biomecânica das capacidades de processamento de informação do cérebro, que produz limitações observáveis e mensuráveis no comportamento de rotina. Este modelo foi desenvolvido para conceptualizar estratégias de intervenção para pessoas que, como resultado de patologia cerebral, não são capazes de realizar as suas actividades diárias normais. O modelo deriva de pesquisa realizada nos campos das neurociências, processamento de informação, psicologia cognitiva e psiquiatria biológica.
- Modelo de Neurodesenvolvimento: - Berta e Karel Bobath criaram o modelo de Neurodesenvolvimento como parte do seu trabalho nos anos 1940-50, com pacientes com paralisia cerebral e acidente vascular cerebral. A base para a elaboração deste modelo provém da observação do desenvolvimento normal e dos conhecimentos já conseguidos em neurofisiologia. As posturas do corpo, o tónus muscular, os movimentos dos membros, etc., podem a definir o tratamento adequado que permitirá a reabilitação do doente, que passará por uma recuperação do cérebro ou das zonas lesadas deste.
- Modelo de Ocupação Humana ou 'modelo moral': - este modelo baseia-se em teorias que tiveram o seu começo nas proposições filosóficas articuladas pelos fundadores da profissão no princípio do século XX. Toda a ocupação humana procede duma tendência espontânea, inata do sistema humano, a necessidade de explorar e dominar o ambiente. Este modelo considera o indivíduo como um sistema aberto que evolui e sofre diferentes formas de crescimento, desenvolvimento e mudança através da interacção progressiva com o ambiente externo.
- Modelo de Integração Sensorial: - baseando a sua estrutura teórica na neurobiologia, Anna Jean Ayres (1920 - 1989) utilizou dados de neurociência, neuropsicologia e neurofisiologia, e desenvolveu uma abordagem ao tratamento que teve um impacto muito grande na profissão do terapeuta ocupacional. As suas investigações iniciais com crianças com incapacidade para a aprendizagem originaram postulados acerca da função cerebral que permitiram a elaboração da sua teoria. Segundo este modelo, a aprendizagem baseia-se nas experiências sensório-motoras e depende da capacidade da criança em receber informações sensoriais provenientes da interacção do corpo com o meio ambiente, processando e integrando essas informações no sistema nervoso central, para posteriormente poder utilizá-las de uma forma organizada e adaptada.

## Áreas de  enquanto campo de conhecimento e intervenção, pode ser aplicada nas áreas
- 1. Intervenção terapêutica ocupacional no ambiente hospitalar - Neo-natais, Unidades de Terapia Intensiva, Pré-consulta, Pacientes terminais, Alas específicas e outros;
- 2. Intervenção ou extensão das medidas de reabilitação - Na comunidade, em ambulatórios especializados, na composição de equipes interdisciplinares, etc;
- 3. Intervenção em saúde mental nos processos de reabilitação e inserção social de pacientes psiquiátricos;
- 4. Atuação no contexto social para ampliação das redes sociais de suporte de grupos desfavorecidos economicamente;
- 5. Extensão ou intervenção em processos de ressocialização para todas as pessoas com desvantagens sociais;
- 6. Intervenção, extensão e análise em projetos na área de saúde do trabalhador (Ergonomia, Adaptações, Saúde mental).

Utilizando-se de atividades diversas para restaurar a capacidade dos indivíduos para realizar também atividades, os terapeutas ocupacionais têm como principal recurso terapêutico a atividade (ou ocupação) humana. Os terapeutas ocupacionais, ou TOs como denominados por uns, vêem o homem como um ser ocupacional, um ator no mundo mudando-o e sendo mudado por ele, alguém que se realiza por aquilo que constrói.
No quotidiano do homem, são realizadas atividades a todo o tempo desde o momento em que se nasce até à morte, num ciclo denominado vida. Essas acções (denominadas atividades da vida diária) podem ser complexas, como construir um prédio, ou simples, como conseguir vestir as próprias roupas, preparar o café da manhã, tomar banho ou escovar os dentes. Mas todas estas acções possuem um ponto em comum que as tornam fundamentais, elas são significativas. Possuem traços individuais que são únicos a cada indivíduo. Assim, o terapeuta ocupacional reabilita através de actividades, as também actividades de trabalho, do lazer e do auto-cuidado.
O Terapeuta Ocupacional pode actuar através da prevenção, habilitação ou da reabilitação (saúde). Todas as pessoas que possuem uma disfunção ocupacional nas suas atividades da vida diária são elegíveis de obter ganhos através da terapia ocupacional. Sendo que a disfunção ocupacional ocorre quando não se consegue realizar de maneira satisfatória as atividades de trabalho, lazer e auto-cuidado. Desta forma, pessoas com disfunções neurológicas (Parkinson, Alzheimer, por ex.), com condições incapacitantes ou degenerativas (cancro, artrose, artrite reumatóide, fibromialgia, etc), com disfunções motoras (traumatismos do membro superior, coluna, etc.), com disfunções relacionadas com o trabalho (lesão por esforço repetitivo, stress, baixo rendimento, etc.), com condições pediátricas incapacitantes (hiperactividade, distúrbios do brincar, distúrbios de aprendizagem, síndromes diversas, distúrbios de coordenação, etc.), com transtornos mentais (psicose, depressão, transtornos obsessivos compulsivos, neuroses e outros transtornos mentais) são o público-alvo do terapeuta ocupacional.
Os terapeutas ocupacionais actuam numa variedade de lugares como clínicas e centros de reabilitação, hospitais gerais (em ambulatórios, enfermarias ou em unidades e centros de terapia intensiva), maternidades, creches, escolas especiais, escolas regulares, asilos, postos e centros de saúde, centros de saúde mental, organizações e projectos sociais oficiais ou não governamentais, empresas, instituições de ensino superior.

## Lugares onde atua o Terapeuta Ocupacional
Entre as possibilidades de atuação da Terapia Ocupacional, podem-se destacar:
- Hospitais gerais e especializados;
- Centros e Clinicas de reabilitação;
- Centro de Saúde-escola;
- Clinicas Particulares
- Unidades de Saúde da Família, UBS, Núcleo de Apoio à Saúde da Família (NASF)
- Instituições para o cuidado de pessoas com transtorno mental: Centro e Núcleo de Atenção Psicossocial (CAPS e NAPS), Hospitais – Dia, residências terapêuticas;
- Instituições geriátricas e centros de convivência gerontológico;
- Serviços de atenção domiciliária e home-care
- Escolas de ensino regular e escolas especializadas, creches;
- Programas de inclusão social;
- Fundações e em projetos de reeducação social;
- Programas de liberdade assistida, casa-abrigo, sistemas prisionais;
- Projetos sociais e organizações não-governamentais (ONGs): associação comunitária, associação de bairro, centros de convivência;
- Cooperativas de trabalho, grupos de geração de renda;
- Centro de referência em saúde do trabalhador (CEREST), empresas;
- Instituições de ensino superior;
- Atividades de assessoria e consultoria
- Atividades de pesquisa[8]

## Áreas de Especialização
Especialidades reconhecidas Pelo COFFITO (Conselho Federal de Fisioterapia e Terapia Ocupacional)

### Terapia Ocupacional em  Acupuntura
Resolução COFFITO Nº 405 de 03 de Agosto de 2011

##### Grandes Áreas de Competência
- Realizar consulta terapêutica ocupacional, anamnese, solicitar e realizar interconsulta e encaminhamento;
- Avaliar funções tegumentares, sensórias perceptivas e de dor, articulares e viscerais, neurovegetativas, constituição física e tipológica, qualidade de vida;
- Identificar alterações e distúrbios energéticos em meridianos e a ausência da homeostasia;
- Realizar avaliação física do cliente/paciente/usuário;
- Solicitar, aplicar e interpretar escalas, questionários e testes próprios;
- Solicitar, realizar e interpretar exames complementares;
- Aplicar testes e exames em Acupuntura;
- Montar, testar, operar equipamentos e materiais;
- Decidir, prescrever e executar a terapêutica apropriada em Acupuntura;
- Determinar diagnóstico e prognóstico terapêutico ocupacional;
- Planejar e executar medidas de prevenção e redução de risco;
- Prescrever e executar as Práticas Integrativas e Complementares em Saúde;
- Prescrever, confeccionar e gerenciar órteses, próteses e tecnologia assistiva;
- Aplicar medidas de biossegurança;
- Determinar as condições de alta terapêutica ocupacional;
- Prescrever a alta terapêutica ocupacional;
- Registrar em prontuário consulta, avaliação, diagnóstico, prognóstico, tratamento, evolução, interconsulta, intercorrências e alta terapêutica ocupacional;
- Emitir laudos, pareceres, relatórios e atestados terapêutico ocupacionais;
- Realizar atividades de educação em todos os níveis de atenção à saúde e na prevenção de riscos ambientais e ocupacionais.

### Terapia Ocupacional em Contextos Hospitalares
Resolução COFFITO  n° 429 de 08 de julho de 2013.

##### Grandes Áreas de Competência
- Processo de saúde e doença e epidemiologia;
- Sistemas de Saúde;
- Políticas sociais de saúde, educação, trabalho e promoção social;
- Fundamentos históricos e teóricos metodológicos da terapia ocupacional;
- Atuação em equipe inter, multi e transdisciplinar; Ética, bioética, cuidados paliativos e tanatologia;
- Próteses, órteses, dispositivos de tecnologia assistiva e comunicação e acessibilidade;
- Humanização hospitalar;
- Procedimentos e intervenções terapêutico – ocupacionais;
- Ocupação, atividades e recursos terapêuticos;
- Desenvolvimento ontogenético e psicossocial;
- Ergonomia;
- Farmacologia aplicada;
- Suporte básico de vida;
- Instrumentos de mensuração e avaliação relacionados ao paciente, familiares e cuidadores;
- Princípios do tratamento quimioterápico, radioterápico, de abordagens cirúrgicas e de controle da dor;
- Gerenciamento de serviços e gestão em saúde;
- Medidas de controle de infecção hospitalar e biossegurança.

### Terapia Ocupacional em Contextos Sociais
Resolução  COFFITO N° 406 de 07 de novembro de 2011

##### Grandes Áreas de Competência
- Realizar Avaliação, planejamento, coordenação, acompanhamento de atividades humanas como tecnologia complexa de mediação sócio-ocupacional para a emancipação social, desenvolvimento socioambiental, econômico, sócioeducacional e cultural  em suas dimensões simbólicas, cidadã e econômica – de pessoas, famílias, grupos e comunidades urbanas, rurais e tradicionais;
- Avaliar, planejar, coordenar, desenvolver, acompanhar estratégias sócio-ocupacionais, econômicas e cooperativas ou outras formas associativas e/ou individuais de geração de renda, de produção de bens, de serviços, de saberes,  de pertencimento identitário, de compreensão e potencialização de saberes tradicionais e de valores sociais e culturais;
- Desenvolver atividades consideradas como tecnologia de mediação sócio-ocupacional e cultural a fim de fortalecer e/ou de desenvolver redes de suporte e de trocas afetivas, culturais, econômicas e de informações, valorizando os saberes, os modos de vida, os laços familiares e de apoio já existentes, facilitando o acesso às experiências diversas de manifestações culturais, artísticas e expressivas, desportivas, ritualísticas e linguísticas;
- Identificar os potenciais econômicos das comunidades e das alternativas de geração de renda, relações de trocas materiais e simbólicas e de formação de valores para favorecer as atividades grupais e comunitárias participativas em que haja interdependência no fazer;
- Realizar a reconstituição da memória e da história coletiva, da história das relações inter-geracionais e de valorização das formas socioculturais de expressão;
- Realizar histórias ocupacionais e condição de participação na comunidade em que habitam a fim de desenvolver estratégias de adaptações ambientais e urbanísticas, mobilidade, acessibilidade, pertencimento sociocultural e econômico e outras tecnologias de suporte para inclusão sociocomunitária para o acompanhamento de pessoas, grupos e famílias e comunidades urbanas, rurais e tradicionais;
- Planejar e executar atividades orientadas para a participação e facilitação no desempenho sócio-ocupacional e expressivo de pessoas com deficiência e de crianças, jovens, adultos e idosos em processos de ruptura de redes, em situações de vulnerabilidade social, favorecendo a circulação no território e em diferentes espaços socialmente significativos e acessíveis;
- Desenvolver atividades sócio-ocupacionais para favorecer processos de participação e inclusão, a cidadania cultural e as interfaces entre cultura, saúde, assistência social  e a diversidade cultural;
- Desenvolver atividades voltadas para a participação social e econômica, expressivas  e de geração de renda;
- Promover a articulação das ações de  educação, saúde, trabalho e direitos humanos além da reabilitação/reinserção social, o fortalecimento de redes de relações; planejar, acompanhar e orientar as ações ligadas à oferta e à execução do trabalho;
- Realizar atividades sócio-ocupacionais para promoção e na gestão de projetos de qualificação profissional, iniciação e aperfeiçoamento na população apenada processo avaliativo sócio-ocupacional e dos componentes do desempenho ocupacional;
- Orientar e capacitar monitor de ofícios e oficineiros com a finalidade de facilitar o aprendizado do ofício pelos participantes das oficinas;
- Desenvolver atividades por meio de tecnologias de comunicação, informação, de tecnologia assistiva e de acessibilidade, além de favorecer o acesso à inclusão digital, no âmbito da comunidade, como ferramentas de empoderamento para pessoas, famílias, grupos e comunidades;
- Realizar ações e intervenções em diversas modalidades de moradia, habitação e abrigamento tais como residências inclusivas, repúblicas, albergues, casas-lar, casa de passagens entre outros dispositivos, facilitando por meio do desempenho ocupacional individual e coletivo e de atividades significativas à construção de projetos de vida, de formas de gestão, de formação de redes territoriais e de apropriação dos recursos e dispositivos comunitários;
- Planejar, orientar e realizar os atendimentos de pessoas no ambiente prisional e seus familiares; elaborar programas, projetos e ações individuais, grupais, familiares e coletivos com a finalidade de promover a reabilitação e reinserção social, afetiva e econômica;
- Atuar com a população em situação de rua tendo como tecnologia de mediação sócio-ocupacional as atividades culturais, econômicas, estéticas, expressivas, esportivas, corporais, lúdicas e de convivência que sejam significativas e constituídas dialogicamente com o objetivo de facilitar o contato inicial, observar formas de circulação na cidade e nas redes de serviços, a fim de realizar o estudo do cotidiano e auxiliar na organização da vida cotidiana, da vida prática e ocupacional para elaborar projetos de vida singulares, favorecer o pertencimento social e cultural além do acesso às trocas econômicas e ao mercado de trabalho;
- Atuar por meio de tecnologia complexa de mediação sócio-ocupacional em situações de calamidades e catástrofes, traumatismos vinculados à violência, conflitos e guerras, atuando na organização e reorganização da vida cotidiana, econômica, sociocultural, nas atividades de vida diária e de vida prática, na formação de redes sociais de suporte a pessoas, famílias, grupos e comunidades;
- Atuar na área de educação por meio de ações de educação em  saúde, facilitação do processo de inclusão escolar, avaliação, prescrição, confecção, treino e adaptação de recursos de tecnologia assistiva facilitadora do processo de aprendizagem;
- Atuar na área da cultura por meio da identificação de necessidades e de demandas e para o estudo, a avaliação e o acompanhamento de pessoas, famílias, grupos e comunidades urbanas, rurais e tradicionais para atenção individual, grupal e/ou comunitária com acompanhamento sistemático e monitorado em  serviços, programas ou projetos para promover a inclusão e a participação cultural e a expressão estética das populações, grupos sociais e pessoas com as quais trabalha;
- Acompanhar o desenvolvimento humano nos ciclos de vida a fim de contribuir para o compartilhamento do brincar e das atividades lúdicas; para o processo de inclusão escolar, de profissionalização, inclusão laboral e de aposentadoria; para o convívio social e para o acesso a equipamentos de assistência, valorizando a apropriação dos espaços e do fazer coletivo;
- Atuar em contextos educativos, de ensino formal e não formal, para a elaboração de projetos de vida e programas que visam a participação e a cidadania de crianças e jovens em meio urbano e rural;
- Atuar junto a comunidades tradicionais, respeitando os princípios éticos implicados na coabitação de diversidades, de perspectivas múltiplas e nas dinâmicas sociais e históricas implicadas;
- Produzir instrumentos de avaliação, acompanhamento e gestão dos programas de capacitação e de produção dos recursos sócio-educativos;
- Avaliar, acompanhar, classificar, gerenciar programas sócio-ocupacionais, culturais, de inserção social e da vida econômica, de educação, de recuperação psicossocial e de promoção de direitos de pessoas submetidas ao sistema prisional;
- Propor, avaliar, monitorar, classificar, gerenciar programas sócio-ocupacionais, culturais, expressivas, de inserção social e da vida econômica, de educação, de participação e acompanhamento de pessoas em cumprimento de programas de medidas sócio-educativas em meio aberto, PSC – Prestação de Serviços à Comunidade e LA – Liberdade Assistida;
- Realizar estudos e pesquisas pertinentes e atuar na capacitação de pessoas, grupos e comunidades respondendo a necessidades do campo de ação;
- Desenvolver estudos quantitativos e qualitativos necessários à elaboração, desenvolvimento e gestão de projetos no campo social, sendo igualmente capacitado para promover estudos e transferência de conhecimento e de tecnologia no campo social;
- Realizar análise crítica e situacional para propor, formular diagnose, planejamento, implementação e avaliação de medidas sócio educativas, protetivas, de desenvolvimento e de gestão social;
- Registrar em prontuários, cadernos e diários de campo e outras formas de registro sistemático dos dados de pessoas, grupos, famílias e comunidades com os quais atua; elaborar os  encaminhamentos de pessoas, grupos, famílias com os quais atua.

### Terapia Ocupacional em Gerontologia
Resolução  COFFITO Nº 477, de 20 de Dezembro 2016

##### Grandes Áreas de Competência
- Realizar consulta, avaliação, solicitar inter consulta, exames complementares e pareceres para definir o diagnóstico, a intervenção e o prognóstico terapêutico ocupacional, voltados para autonomia e independência das pessoas idosas;
- Realizar estratégias de promoção, prevenção, manutenção e/ou reabilitação das funções cognitivas (memória, atenção, concentração, linguagem, orientação espacial e temporal), sensoriais e motoras no âmbito do desempenho ocupacional da pessoa idosa;
- Realizar atividades educativas em todos os níveis de atenção à pessoa idosa, familiares e cuidadores/acompanhantes, bem como aos profissionais, estudantes e população em geral;
- Aplicar e interpretar as escalas, questionários e testes funcionais, uni e multidimensionais, validados para pessoas idosas;
- Solicitar, realizar e interpretar exames complementares necessários ao estabelecimento do diagnóstico e prognósticos terapêuticos ocupacionais e prescrição de condutas terapêuticas ocupacionais;
- Determinar o diagnóstico e prognóstico terapêutico ocupacional;
- Prescrever, confeccionar, testar, avaliar, adaptar, treinar, gerenciar e aplicar métodos, técnicas, recursos e procedimentos tecnológicos, assistivos, de realidade virtual e práticas integrativas e complementares adequadas à pessoa idosa, familiares, cuidadores e comunidade para a execução das atividades humanas e participação social assim como para facilitação ambiental;
- Prescrever, gerenciar e treinar o uso de órtese e prótese necessárias a otimização do desempenho ocupacional e integração da pessoa idosa;
- Promover a adequação e o gerenciamento de rotinas;
- Prescrever, analisar e intervir no desempenho ocupacional nas Atividades de Vida Diária (AVDs) básicas, intermediárias e avançadas; nas Atividades Instrumentais da Vida Diária (AIVDs); na produtividade envolvendo trabalho remunerado ou não; no manejo das atividades domésticas, educação, descanso, sono, lazer e participação social e, em seus padrões de desempenho (rotinas e hábitos, rituais e papéis ocupacionais), considerando os diferentes contextos culturais, pessoais, físicos, sociais, temporais e virtuais;
- Realizar posicionamento no leito, transferências, sedestação, ortostatismo, deambulação e orientar e capacitar o idoso e seus cuidadores visando otimização, manutenção e recuperação do desempenho ocupacional;
- Orientar, planejar, prescrever, elaborar, gerenciar e promover adequações ambientais, tendo como parâmetro a acessibilidade, funcionalidade, segurança e redes de apoio para as pessoas idosas, no seu domicílio e em outros contextos sociais;
- Participar de planos interdisciplinares e transdisciplinares, de convívio e integração inter geracional, por meios de recursos terapêuticos ocupacionais;
- Coordenar Grupos, Oficinas Terapêuticas e Educativas para as pessoas idosas e/ou seus familiares e cuidadores;
- Avaliar e intervir no processo de reabilitação psicossocial da pessoa idosa;
- Determinar as condições de inter consultas e de alta terapêutica ocupacional, incluindo plano de cuidados domiciliares ou institucionais;
- Emitir laudos, atestados, pareceres e relatórios terapêuticos ocupacionais;
- Estabelecer e executar plano de cuidados paliativos para as pessoas idosas, tanto no campo terapêutico ocupacional quanto no contexto da equipe interdisciplinar;
- Realizar consultoria gerontológica, elaborando plano de gestão de cuidados e rotina para família e idosos;
- Participar de ações de gestão em serviços de referência ao atendimento da pessoa idosa e ações de controle social;
- Desenvolver, por mediação sócio ocupacional, atividades orientadas para a participação e facilitação no desempenho ocupacional e expressivo de idosos com deficiência, com processos de ruptura de rede, de risco, desvantagem e vulnerabilidade social para desenvolver redes de suporte e de trocas afetivas, econômicas e de informações;
- Desenvolver estratégias de pertencimento sociocultural e econômico, adaptações ambientais, organização da vida cotidiana, construção de projetos de vida, acessibilidade e outras tecnologias de suporte para inclusão sócio comunitária e de favorecimento do diálogo intercultural.
- Anatomia geral dos órgãos e sistemas e, em especial, as alterações celulares e morfológicas que ocorrem no processo de envelhecimento;
- Fisiologia dos órgãos e sistemas e, em especial, as alterações que ocorrem no processo de envelhecimento;
- Processos de envelhecimento, ciclos de vida, processos de saúde/doença;
- Demografia e epidemiologia do envelhecimento;
- Aspectos multidimensionais do envelhecimento: social, psicológico, espiritual, cronológico, biológico, funcional e suas teorias;
- Envelhecimento ativo e qualidade de vida da pessoa idosa;
- Fisiopatologia do envelhecimento;
- Capacidade do desempenho ocupacional, independência e autonomia;
- Ergonomia e biomecânica ocupacional;
- Neurociências, neuropsicologia;
- Síndromes geriátricas;
- Avaliação multidimensional do idoso;
- Farmacologia aplicada ao envelhecimento;
- Técnicas e recursos tecnológicos aplicados à Gerontologia de densidades tecnológicas leves, leves-duras e duras;
- Indicadores de saúde para idosos;
- Planejamento e adaptação do ambiente para pessoas idosas;
- Desafios do envelhecimento nas diferentes regiões do país;
- Políticas públicas de saúde, assistência social, educação, trabalho, cultura e lazer voltados para a população idosa e a intersetorialidade;
- Desenvolvimento ontogênico e psicossocial;
- Ética, bioética, cuidados paliativos, tanatologia;
- Gerenciamento de serviços e gestão em saúde, na assistência social, cultura, lazer e na educação;
- Atuação em equipes de atenção à pessoa idosa, familiares, cuidadores e comunidade;
- Fundamentos técnico-científicos, históricos e metodológicos da Terapia Ocupacional na atenção à pessoa idosa;
- Próteses, órteses e dispositivos de tecnologia assistiva, comunicação visando a participação social e acessibilidade para a pessoa idosa;
- Procedimentos e intervenções terapêuticos ocupacionais na atenção integral à pessoa idosa, nas modalidades individuais e grupais;
- Análise da atividade e dos recursos terapêuticos e intervenção terapêutica ocupacional à pessoa idosa, grupos e comunidades;
- Suporte básico de vida: procedimentos e recomendações;
- Humanização, ética e bioética.

### Terapia Ocupacional em Saúde da Família
Resolução  COFFITO Nº 407 de 18 de agosto de 2011 .

##### Grandes Áreas de Competência
- Ciências Biológicas e da Saúde: função e disfunção dos tecidos, órgãos, sistemas e aparelhos, epidemiologia, bioética e processo saúde doença;
- Ciências Sociais e Humanas: estudo dos seres humanos e de suas relações sociais, do processo saúde/doença nas suas múltiplas determinações contemplando a integração dos aspectos psicossociais, culturais, filosóficos e antropológicos;
- Conteúdos específicos da terapia ocupacional relacionados à política de saúde da família;
- Princípios epistêmicos da Saúde Pública e Saúde Coletiva, a partir da territorialização, do trabalho em equipe multiprofissional com ações interdisciplinares e intersetoriais, compreensão de hábitos, de costumes, de tradições, da diversidade, de modos de realização da vida cotidiana, de atividades da vida diária e instrumentais de vida diária, de trabalho, de lazer, de saberes e conhecimentos, de participação comunitária, de história da vida ocupacional, comunicacional e expressiva de pessoas e coletivos;
- Próteses, Órteses e Tecnologia Assistiva;
- Ciências Sociais e Políticas relacionadas à saúde.
- Desempenho Ocupacional na Saúde da Criança e do Adolescente;
- Desempenho Ocupacional na Saúde do Adulto;
- Desempenho Ocupacional na Saúde do Idoso.

### Terapia Ocupacional em Saúde Mental
Resolução COFFITO Nº 408 DE 18 de Agosto de 2011

##### Grandes Áreas de Competência
- Realizar consulta, triagem, entrevista, anamnese, solicitar e realizar interconsulta e encaminhamento em saúde mental;
- Realizar avaliação ocupacional, dos componentes percepto-cognitivos, psicossociais, psicomotores, psicoafetivos e sensoperceptivos no desempenho ocupacional; avaliar os fatores pessoais e os ambientais que, em conjunto, determinam a situação real da vida (contextos); avaliar as restrições sociais, atitudinais e as do ambiente; realizar avaliação da função cotidiana em saúde mental; avaliar AVD e AIVD;
- Realizar, solicitar e interpretar exame psíquico-ocupacional e exames complementares; aplicar testes dos componentes do desempenho ocupacional que sustentam a Saúde Mental; realizar reavaliações;
- Atribuir diagnóstico do desempenho ocupacional e da função cotidiana em saúde mental; realizar diagnóstico diferencial e contextual;
- Planejar tratamento e intervenção, acolher a pessoa, promover, prevenir e restaurar a saúde mental em qualquer fase do cotidiano da vida; planejar, acompanhar e executar etapas do tratamento e alta; redesenhar as atividades em situação real de vida e promover o reequilíbrio dos componentes percepto-cognitivos, psicossociais, psicomotores, psicoafetivos e sensoperceptivos do desempenho ocupacional; redesenhar as atividades em situação real de vida e reduzir as restrições ambientais e atitudinais; adaptar a atividade, o ambiente natural e o transformado; desenhar atividades em ambiente controlado (setting terapêutico) para facilitar, capacitar, desenvolver e reequilibrar os componentes do desempenho ocupacional.
- Conceber e supervisionar oficinas terapêuticas visando à internalização de valores laborais e econômicos, socioculturais e psicossociais; aplicar estratégias de intervenção individual e grupal; utilizar animais na assistência à saúde mental; utilizar técnicas corporais e artístico-culturais; planejar, reorganizar  e treinar as AVDs e AIVDs; realizar atendimento domiciliar; orientar, educar e capacitar a família, cuidadores e a rede de apoio;
- Prescrever tecnologia assistiva;
- Planejar condições de segurança, aplicar vigilância, promover condições de justiça ocupacional;
- Registrar e guardar a evolução clínica e relatórios em prontuário próprio;
- Emitir laudos, atestados e pareceres.
- Fundamentos da terapia ocupacional em saúde mental;
- Fundamentos da Ciência Ocupacional;
- Modelos da terapia ocupacional aplicados a saúde mental;
- Políticas publicas de saúde mental;
- Processo saúde/doença mental nas suas múltiplas determinações: o trabalho, as relações, o ambiente natural, o ambiente transformado, os valores sociais, o ócio, a recreação, entre outros;
- Desenvolvimento ontogênico dos componentes psicomotores, psicoafetivos, psicossociais, percepto-cognitivos e sensoperceptivos;
- Estilo de vida e saúde mental;
- Analise da atividade e da ocupação humana aplicada a saúde mental;
- Avaliação de tecnologias em saúde mental;
- Epidemiologia – determinantes da alteração das condições de saúde mental;
- Saúde coletiva;
- Bioética.
- Desempenho Ocupacional Psicossocial;
- Desempenho Ocupacional Psicoafetivo;
- Desempenho Ocupacional Psicomotor;
- Desempenho Ocupacional Percepto-cognitivo;
- Desempenho Ocupacional Sensoperceptivo.

## Lista de Procedimentos da Terapia Ocupacional – LPTO
Associação Brasileira dos Terapeutas Ocupacionais ABRATO 2007

### Grupo I – Consulta
- 1 Consulta

### Grupo II – Avaliação
- 1 avaliação do desempenho ocupacional
- 2 avaliação dos componentes de desempenho ocupacional.
- 3 avaliação para prescrição de recursos de ajuda técnica e adaptação ambiental (domicílio / creche / escola /empresa / espaços comunitários)
- 4 avaliação da acessibilidade/ergonomia no domicílio, creche, escola, empresa e/ou espaços comunitários
- 5 reavaliação
- 6 outras avaliações

### Grupo III – Aplicação de testes
- 1 aplicação de testes
- 2 aplicação de outros testes

### Grupo IV – Aplicação das Atividades Terapêuticas Ocupacionais
- 1 estimulação, treino e/ou resgate das atividades das áreas do desempenho ocupacional
- 2 tratamento dos componentes de desempenho ocupacional
- 3 aplicação de métodos / técnicas / abordagens específicas
- 4 adequação ambiental
- 5 realização de oficinas terapêuticas
- 6 atendimento grupal / grupo de atividades
- 7 atividades em grupo
- 8 acompanhamento terapêutico
- 9 atividades terapêuticas ocupacionais

### Grupo V – Dispositivos de Tecnologia Assistiva
- 1 prescrição e confecção de recursos de tecnologias outras assistivas
- 2 treinamento do uso de prótese, órtese e/ou outros dispositivos de tecnologia assistiva
- 3 ajuste de órteses e/ou demais dispositivos de tecnologia assistiva
- 4 preparação pré-protética
- 5 outros procedimentos relacionados à tecnologia assistiva

### Grupo VI – Ergonomia/Atividades de Trabalho
- 1 planejamento ergonômico da empresa
- 2 readaptação profissional
- 3 treinamento para atividade laborativa
- 4 outros procedimentos relacionados à ergonomia atividades de trabalho

### Grupo VII – Orientações e Capacitações
- 1 orientação familiar
- 2 orientações externas
- 3 orientação a cuidadores
- 4 capacitação de cuidadores
- 5 orientações a oficineiros
- 6 orientação em educação em saúde
- 7 outros procedimentos relacionados a orientações e capacitações

### Grupo VIII – Consultoria / Supervisão / Assessoria / Apoio /Auditoria
- 1 planejamento global
- 2 consultoria / supervisão
- 3 supervisão técnica terapêutica ocupacional
- 4 supervisão técnica em serviço
- 5 assessoria técnica
- 6 assessoria política
- 7 apoio institucional
- 8 auditoria em serviços de saúde
- 9 outros

### Grupo IX – Contextos de Atendimento
- 1 atendimento hospitalar.
- 2 atendimento ambulatorial
- 3 atendimento domiciliário
- 4 instituições de longa permanência
- 5 outros contextos

### Procedimentos de Terapia Ocupacional Descrição dos Procedimentos

#### Grupo I – Consulta
- 1 Consulta: Procedimento que inclui a coleta de dados e o contrato terapêutico ocupacional. Antecede os demais procedimentos.

#### Grupo II – Avaliação
- 1 Avaliação do Desempenho Ocupacional: Procedimento que identifica habilidades e limitações do indivíduo, para a realização das Atividades da Vida Diária, Atividades Instrumentais de Vida Diária, Atividades Escolares e de Trabalho e Atividades de Lazer, com utilização de testes padronizados, estruturados ou adaptados para se obter dados quantitativos e/ou qualitativos, referentes ao desempenho ocupacional: Favorece diagnóstico terapêutico-ocupacional e elaboração do plano terapêutico.